# Гавриленко Володимир Никифорович
Володи́мир Ники́форович Гавриле́нко (2 (15) серпня 1905, Херсон — березень 1995, Харків) — український письменник.

## Життєпис
1923 року закінчив педагогічні курси. Працював учителем початкової школи.
Навчався у 1929—1932 роках на літературному факультеті Харківського педагогічного інституту профосвіти, створеного на базі Харківського університету. Водночас працював секретарем журналу «Наймит», у якому було надруковане його перше оповідання «Іван Рудик».
Керував літературною групою «Трактор» (засновано 1930 року). У 1930—1934 роках редагував літературний журнал «Трактор».
Автор книги «Портрети друзів» (1935) та роману «Щирість» (1941).
Учасник Німецько-радянської війни. Воював на підступах до Кам'янця-Подільського. Потім був військовим кореспондентом армійських, а потім фронтової газет.
У творчості письменника переважає зображення героїчного подвигу народу, що захищав свою Батьківщину, розкривався з великим розумінням гуманістичного змісту двобою з ворогом. Нариси, написані письменником на фронті, увійшли до збірки «Безсмертя» (1943). Героїзм молоді в часи війни змалював у повісті «Москвичка Тоня» (1945).
Нагороджений російським орденом Вітчизняної війни 2-го ступеня, російськими медалями «За оборону Кавказу», «За перемогу над Німеччиною у Великій Вітчизняній війні 1941—1945 рр.» та іншими.
Працював у газетах і видавництвах до 1954 року, зокрема, у 1946—1954 роках — в газеті «Красное знамя» (Харків).
Видав твори «Хто дорогий для мене» (1964), «Коли приходить щастя» та інші — переважно про молодь.
У 1970—1980-х роках у періодичній пресі друкувались уривки з нових художніх творів Гавриленка.
На тему казок Максима Горького письменник написав лібретто балету «Данко» (композитор Володимир Нахабін). Балет постановлено 1948 року на сцені Харківського театру опери та балету імені Миколи Лисенка.
Нагороджений Грамотою Президії Верховної Ради УРСР. Низку творів письменника перекладено російською мовою.